# Stimula
En la mitologia romana Stimula era la deessa que incitava la passió en les dones, especialment a les Bacants, durant les festivitats al déu Bacus. La seva contrapart grega era Semele, mare de Dionís.
A més se la relaciona amb l'economia, en provocar els comerciants perquè s'afanyessin als seus negocis.